# 神奈川県道726号矢倉沢山北線
神奈川県道726号矢倉沢山北線（かながわけんどう726ごう やぐらさわやまきたせん）は、神奈川県南足柄市と足柄上郡山北町を結ぶ一般県道。

## 概要
- 総延長：4.8km
- 起点：南足柄市矢倉沢 信号無交差点（神奈川県道78号御殿場大井線）
- 終点：足柄上郡山北町山北 樋口橋交差点（国道246号・神奈川県道76号山北藤野線）

※括弧内は該当地点で接続する主要道路。
- Google マップ

## 通過する自治体
- 神奈川県
  - 南足柄市 - 足柄上郡山北町

## 経路および交差道路・河川
- 神奈川県南足柄市
  - 信号無交差点（矢倉沢）（神奈川県道78号御殿場大井線）
  - 前田橋（内川）
  - 栗原橋（北沢川）
  - 平戸橋（内川）
  - 川越石橋（内川）
  - 橋梁名称不明（乙沢川）
- 神奈川県足柄上郡山北町
  - 滝沢橋（滝沢川）
  - 足柄橋（酒匂川）
  - 樋口橋交差点（国道246号・神奈川県道76号山北藤野線）

## 沿線・付近の主な施設・名所
- 南足柄市立北足柄中学校
- 南足柄市立北足柄小学校
- 洒水の滝
- 東京電力リニューアブルパワー山北発電所
- 山北町スポーツ広場